# Alexandra Izquierdo
Alexandra Fidencia del Corazón de Jesús Izquierdo Méndez (Santiago 16 de noviembre del 1951 - ) Egresada de la Universidad APEC de la carrera de Administración de Empresas desarrollándose en el área privada en el sector asegurador y en el campo político tanto municipal como en la administración pública.
Hija de Francisco Izquierdo López, cubano nacionalizado dominicano y de Balbina Méndez de Izquierdo, dominicana; y de esta misma unión matrimonial son sus hermanos: Isabel, Ernesto y Francisco. En el año 1971 contrae nupcias con Domingo Antonio Peña Suárez, con quien procrea tres hijas: Laura Virginia, Vivian y Silvia las cuales le han dado seis nietos: Oscar Antonio, Paula Cristina, Alexandra María, Enrique Antonio, Pedro Antonio y Carlos Francisco. Son sus hijos políticos: Enrique Gil Vélez y Pedro Pablo Pérez.

## Avances Profesionales

### Sector Privado
En el año 1982 funda la firma de Corredores de Seguros A. Izquierdo de Peña S.A. (Peña Izquierdo, SRL en la actualidad). En el año 1993 es electa como presidenta de la Asociación de Corredores de Seguros para el periodo 1993-1995 y siendo electa nuevamente en el año 1997 para el periodo 1997-1999; en el año 2006 pasa a formar parte de la fundación Universidad Católica de Santo Domingo (UCSD) donde actualmente sigue siendo parte de su directiva.

### Sector Público
En el año 1993 ocupa la posición de administradora general de la antigua compañía estatal Seguros San Rafael, actualmente Seguros Banreservas, renunciando a esta posición en diciembre de ese mismo año. En marzo de 1994, es nombrada por el presidente de La República Joaquín Balaguer Ricardo (1966-1978, 1986-1996) en la función de directora general de Rentas Internas (fusionada con Impuestos Internos mediante la ley) desde donde se inicia la implementación de las reformas integrales que inicia el gobierno de Joaquín Balaguer en su quinto periodo (1990-1994) a raíz de la crisis económica que venía azotando a la República Dominicana desde los años ochenta e inicio de los noventa. En julio del año 1996 es designada directora general de Impuestos Sobre la Renta (fusionada con Rentas Internas mediante la ley), cargo que desempeña hasta septiembre de ese mismo año por el recién instalado presidente Leonel Fernández (1996-2000, 2004-2008) del Partido de la Liberación Dominicana (PLD) fundado en el año 1973 por el Profesor Juan Bosch y Gaviño.
En el año 1998 es propuesta por el Partido Reformista Social Cristiano como Primera Regidora del Distrito Nacional para las elecciones de medio término municipales y congresuales de ese mismo año siendo electa para el periodo municipal 1998-2002. Para las elecciones de medio término del año 2002 es electa como candidata a Diputada de la recién conformada circunscripción no. 2 del Distrito Nacional. En el año 2006 es elegida para ser la compañera de boleta del candidato a la reelección a la Alcaldía del Distrito Nacional Roberto Salcedo del partido oficialista PLD generando con esto una de las mayores crisis del Partido Reformista Social Cristiano tras la muerte de su líder y fundador Joaquín Balaguer Ricardo (1907-2002). En las elecciones de medio término del año 2010 es nuevamente candidata a diputada por la circunscripción no.2 del Distrito Nacional no pudiendo obtener la victoria. En octubre de ese mismo año es designada Secretaria de Estado sin Cartera por el presidente Leonel Fernández Reyna y designada en marzo del año 2012 como directora general del Centro de Desarrollo y Competitividad Industrial (PROINDUSTRIA) siendo ratificada por el presidente Danilo Medina (2012-2016).
En el ámbito político partidario ha sido miembro de la comisión política del Partido Reformista Social Cristiano (2000-2004), primera vicepresidente (2005-2009) y miembro actual del máximo organismo de dirección del PRSC, el Directorio Presidencial (2014-2018).

## Formación Política

### Partido Reformista Social Cristiano (PRSC)
En el año 1999 entra a formar parte de la “comisión ejecutiva de los 50” la cual tenía como objetivo iniciar la renovación del partido reformista. Para las elecciones del año 2000, funda el movimiento Consenso Electoral Reformista (CER) adscrito al propio partido reformista en promoción de la candidatura de Joaquin Balaguer para las elecciones presidenciales de ese año.  Para las elecciones del 2004, el CER apoya la precandidatura presidencial de Eduardo Estrella por el partido reformista resultando vencedor para encabezar la boleta colorada.

### Consenso Electoral Reformista (CER)
Fundado en el año 2000, este movimiento electoral está orientado a promover los valores de las candidaturas reformistas con el objetivo expreso de agenciarse el voto a favor de estas. Ha participado en todas las elecciones presidenciales y de medio término desde el año de su fundación de manera adscrita al PRSC y a las candidaturas que circunstancialmente ha tenido que apoyar.

## Crisis y Renovación Del PRSC

### Elecciones Presidenciales Del 2004
En marzo del 2003 el partido reformista se inicia en la conformación de la boleta presidencial sin la presencia física de su líder y fundador, el cual había fallecido meses antes. La confrontación de los candidatos Eduardo Estrella y Jacinto Peynado trajo como resultado una división dentro de las filas del reformismo que hizo que el grupo de los vencidos apoyaran al candidato del Partido de la Liberación Dominicana (PLD).  Este grupo fue encabezado por los precandidatos Jacinto Peynado y Carlos Morales Troncoso con el apoyo de otros dirigentes del PRSC provocando esto que el PRSC viera disminuir considerablemente su votación alcanzando un 8.65% de los votos computados. Pasadas estas elecciones se forma dentro del PRSC el grupo UNIDAD Y REFLEXIÓN encabezado por Alexandra Izquierdo, Licelot Marte de Barrios, Modesto Guzmán, Victor (Ito) Bisono, Noel Sterling Vásquez y Milton Ginebra; este grupo orientó sus esfuerzos en hacer un reencuentro del liderazgo del partido y realizar una evaluación de su participación en las recién concluida elecciones presidenciales con la finalidad de trazarse un futuro promisorio para la militancia y la dirección que fielmente acompañó al candidato presidencial del partido.

### Renovación del PRSC
Pasados los eventos del 2004, en el año 2005 el Partido Reformista Social Cristiano se somete a una reestructuración general, la primera en más de veinte años, con el ingrediente de no contar con la presencia física de su líder y fundador Joaquin Balaguer (1907-2002). Se sometieron a la elección democrática por parte de sus miembros todos los cargos de dirección en donde quedaron electos como presidente el ingeniero Federico Antún Batlle, Alexandra Izquierdo como Primera vicepresidente, Rafaela Alburquerque como Segunda vicepresidente, Víctor Gómez Casasnovas como Secretario General y Sergia Elena Mejia de Seliman como Secretaria de Organización.

## Lo Bueno No Se Cambia
Esa renovación no consiguió los efectos esperados teniendo el partido que realizar una alianza con el opositor Partido Revolucionario Dominicano (PRD) en las elecciones congresuales y municipales de medio término del año 2006 causándole al partido su más grande división desde el año 1970 cuando Francisco Augusto Lora se retiró de las filas reformistas para enfrentar a Joaquín Balaguer en la reelección presidencial para el periodo 1970-1974. Esta alianza del PRD y del PRSC denominada Alianza Rosada debido a la fusión de los colores blanco y rojo de cada partido respectivamente fue catalogada como anti histórica y dio como resultado el debilitamiento del partido fundado por Joaquín Balaguer pero al mismo tiempo permitió que los líderes que acompañaron al oficialista PLD pudieran participar en un escenario donde el PRSC nunca cosechó grandes triunfos.  
Para estas elecciones de medio término, el partido oficialista (PLD), al no lograr meses antes materializar una alianza institucional con el PRSC, realizó alianzas políticas con los principales líderes del PRSC para conformar las boletas electorales de los diferentes municipios y provincias del país y de esa manera contrarrestar la alianza rosada.  Alexandra Izquierdo fue escogida compañera de boleta para la reelección de Roberto Salcedo a la alcaldía del Distrito Nacional. Bajo el eslogan de los años setenta en la reelección de Joaquín Balaguer de “lo bueno no se cambia”, el Consenso Electoral Reformista (CER) y Alexandra Izquierdo aceptan acompañarlo como vicealcaldesa para el periodo 2006-2010 costándole esto la expulsión de las filas del reformismo a ella y a sus principales dirigentes.

### Elecciones presidenciales 2008
En el año 2002 la Constitución de La República había reintroducido la reelección presidencial con un nuevo ingrediente, el nunca más; el PLD resultó vencedor en las elecciones presidenciales del 2004 y se presentó a la reelección del año 2008. El movimiento político presidido por Alexandra Izquierdo apoyó esta boleta promoviendo al presidente Fernández al electorado dominicano de que “lo bueno no se cambia”. El presidente Leonel Fernández resultó vencedor en dichas elecciones ocupando la primera magistratura para el periodo 2008-2012.

## Participación Política en el PRSC
En el año 2009 el Partido Reformista Social Cristiano (PRSC) inicia un proceso de unidad y reencuentro que permite disminuir el abandono de sus filas a connotados dirigentes y a participar de manera unida pero en alianza al Partido de la Liberación Dominicana en las elecciones de medio término del año 2010. Se dejaron sin efecto las expulsiones hechas en el año 2007 a dirigentes que en el año 2004, 2006 y para las elecciones del 2008 habían realizado alianzas con el PLD.  Alexandra Izquierdo postuló su candidatura a la presidencia del partido pero esta fue rechazada, situación que llevó a que se elevara un recurso de amparo ante el Tribunal Contencioso Electoral de la Junta Central Electoral (sustituido por el Tribunal Superior Electoral mediante la ley 29-11) el cual fue admitido y fallado a favor de la recurrente ordenando sean respetado sus derechos constitucionales. Para tales efectos la Asamblea del partido no tuvo otro remedio que acoger la propuesta de dicha candidatura por uno de sus miembros. La directiva escogida para el cuatrienio 2009-2013 quedó presidida por Carlos Morales Troncoso.

### Elecciones Presidenciales del 2012
Para estas elecciones el Partido Reformista Social Cristiano (PRSC) decidió en Asamblea Extraordinaria llevar como candidato presidencial para el cuatrienio 2012 -2016 a Danilo Medina quien era al mismo tiempo candidato del Partido de la Liberación Dominicana (PLD).  Alexandra Izquierdo a través del Consenso Electoral Reformista (CER) apoyo esta iniciativa reformista el cual permitió que el partido continuara su crecimiento en el electorado dominicano.

### Participación como Consejera
Miembro de diferentes Consejos y Comisiones como: el Consejo Nacional de Zonas Francas de Exportación, Consejo de Seguros Banreservas, Consejo Intersectorial para la Promoción de la Actividad Cinematográfica en la Rep. Dom. (CIPAC) (DGCINE), Centro de Inversión y Exportación de la Rep. Dom., (CEI-RD), Instituto Agrario Dominicano (IAD), Programa de Fomento y Apoyo a la Micro, Pequeña y Mediana Empresa (Promipyme), Dirección General de Desarrollo Fronterizo, Corporación de Hoteles (Corphotel), consejo al Premio Nacional a la calidad de la Asociación de Industria de Herrera y Provincia Santo Domingo, miembro de la Mesa Presidencial de Seguimiento al 2.º Congreso de la Industria, miembro de la Comisión de Calzado.